# Paullinia tomentosa
Paullinia tomentosa là một loài thực vật có hoa trong họ Bồ hòn. Loài này được Jacq. mô tả khoa học đầu tiên năm 1760.